# LaRoyce Hawkins

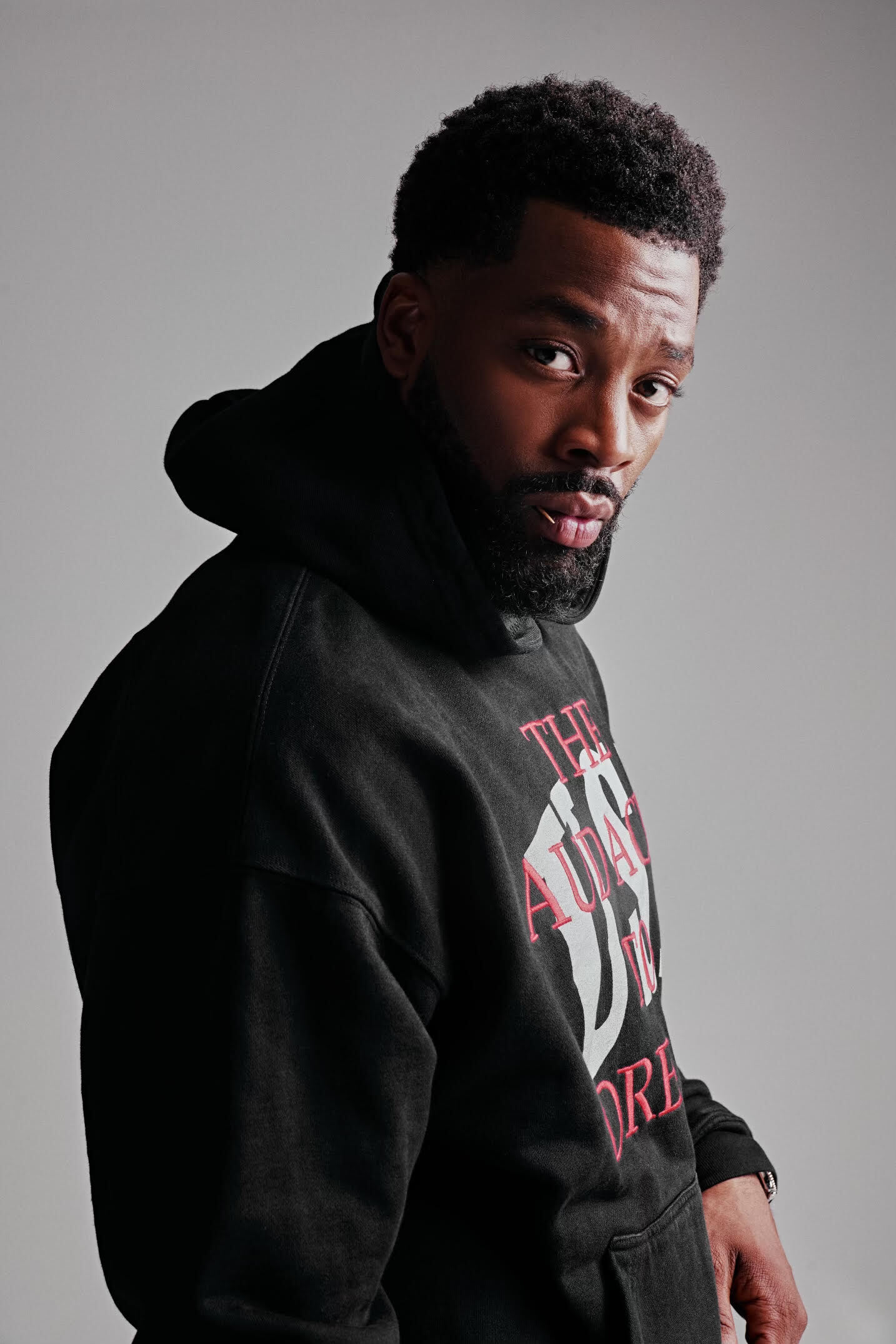
LaRoyce Hawkins in 2022

LaRoyce Hawkins (4 mei 1988, Harvey (Illinois)) is een Amerikaans acteur en stand-upkomiek. 

## Biografie
Hawkins werd geboren in Harvey (Illinois), groeide op in Chicago en doorliep de high school Thornton Township High School in zijn geboorteplaats waar hij in 2006 zijn diploma haalde. Hierna studeerde hij acteren aan de Illinois State University in Normal (Illinois). Tijdens zijn studietijd begon hij met stand-upcomedy en trad hiermee op in lokale clubs.
Hawkins begon in 2008 met acteren in de film The Express, waarna hij nog meerdere rollen speelde in films en televisieseries. Hij is vooral bekend van zijn rol als Kevin Atwater in de televisieserie Chicago P.D., waar hij al in 220 afleveringen speelde (2014-heden). Deze rol speelt hij ook in de televisieserie Chicago Fire, waar hij al in 14 afleveringen speelde (2013-2019). Naast het acteren voor televisie is hij ook actief als acteur in lokale theaters.

## Filmografie

### Films
Uitgezonderd korte films.
- 2022 North of the 10 - als Kyle Shaw
- 2021 Hands Up - als Ty Lord
- 2020 The Killing of Kenneth Chamberlain - als Kenneth Chamberlain jr.
- 2018 Hope Springs Eternal - als mr. Baser
- 2018 Canal Street - als Amari Crawford
- 2008 The Express - als Art Baker

### Televisieseries
Uitgezonderd eenmalige gastrollen.
- 2014-heden Chicago P.D. - als Kevin Atwater - 220 afl.
- 2025 Ironheart - als Gary Williams - 4 afl.
- 2019-2023 Chicago Med - als Kevin Atwater - 6 afl.
- 2019-2022 South Side - als Michael 'Shaw' Owens - 9 afl.
- 2013-2021 Chicago Fire - als Kevin Atwater - 14 afl.
- 2017 Chicago Justice - als Kevin Atwater - 2 afl.